# ماكس أوقست تزورن
ماكس أوقست تسورن (بالألمانية: Max August Zorn )‏ (و. 1906 – 1993 م) هو رياضياتي، وأستاذ جامعي من ألمانيا، والولايات المتحدة، ولد في كريفلد، توفي في بلومنقتون، عن عمر يناهز 87 عاماً.

## التعليم
تعلم في جامعة هامبورغ.